# 牧野惟成
牧野 惟成（まきの これしげ）は、丹後国田辺藩の第5代藩主。丹後田辺藩牧野家6代。

## 経歴
享保13年（1728年）11月28日、第4代藩主・牧野明成の三男として江戸で生まれる。長兄の八重之丞や次兄が早世したために世子となり、寛延3年（1750年）に父が死去したため家督を継いだ。宝暦6年（1756年）3月には領内で百姓一揆が起こっている。明和4年（1767年）に牧野家が田辺藩に入って100年を祝った記念祭を行なっている。明和5年（1768年）7月に奏者番に任じられた。安永6年（1777年）9月に寺社奉行に任じられた。
天明3年（1783年）6月12日（江戸幕府の記録では7月23日）に死去。享年56。跡を五男の宣成が継いだ。

## 系譜
- 父：牧野明成（1704年 - 1750年）
- 母：ヒサ（久照院） - 松平乗邑の娘
- 正室：アイ（真涼院） - 南部利視の娘
- 側室：カン
  - 五男：牧野宣成（1765年 - 1811年）
- 生母不明の子女
  - 長男：牧野則成（1749年 - 1832年）
  - 次男：牧野武成
  - 男子：牧野福成（1761年 - 1783年）
  - 四男：牧野満成
  - 六男：牧野尚成
  - 七男：牧野尹成
  - 女子：牧野美成養女
  - 女子：つね - 一柳頼欽正室、のち松平正愛継々室
  - 女子：有馬則明正室
  - 女子：川口恒久室